# Michel Audureau
Michel Audureau (Blaye, 7 maggio 1941) è un ex cestista francese.

## Carriera
Con la Francia ha disputato i Campionati europei del 1963.

## Palmarès
- Campionato francese: 1

Le Mans: 1977-78
- Coppa di Francia: 1

Le Mans: 1964